# Bataille de Balaklia
Invasion de l'Ukraine par la Russie de 2022
Batailles
Offensive de Kiev (Jytomyr, Kiev) : 
- 1re Hostomel
- Tchernobyl
- Ivankiv
- Kiev
- 2e Hostomel
- Vassylkiv
- Boutcha
- Irpin
  - Bombardement de réfugiés
- Jytomyr
- Mochtchoun
- Makariv
- Brovary

Offensive du Nord (Tchernihiv, Soumy) :
- Hloukhiv
- Slavoutytch
- Bombardements
- Soumy
- Trostianets
- Tchernihiv
- Okhtyrka
- Lebedyn
- Konotop
- Romny
- Desna
- Escarmouches frontalières

Russie  (Briansk, Belgorod) :
- Incursions en Russie occidentale
  - Oblast de Briansk
  - Oblasts de Belgorod et de Koursk
    - Incursions de 2024

  - Bombardement de Belgorod
- Oblast de Koursk (août 2024)

Campagne de l'Est (Donetsk, Louhansk, Kharkiv)
Kharkiv :
- 1re Kharkiv
  - Tchouhouïv
  - Bombardements : en février
  - en mars
  - en avril
  - du bâtiment administratif
- Izioum
- 2e Kharkiv
  - Balaklia
  - 1re Koupiansk
  - Chevtchenkove
- 3e Kharkiv

Nord du Donbass:
- Starobilsk
- Sloviansk
  - Dovhenke
  - 1re Lyman
  - Sviatohirsk
  - Bohorodychne et Krasnopillia
  - Bombardements : Bilohorivka
  - Kramatorsk
- Sievierodonetsk
  - Kreminna
  - Donets
  - Roubijné
  - Popasna
  - Tochkivka
  - Massacre
- Lyssytchansk
- 2e Kharkiv
  - Balaklia
  - 1re Koupiansk
  - Chevtchenkove
  - 2e Lyman
- Oblast de Louhansk
  - Ligne Svatove-Kreminna
  - Serebryansky
  - 2e Koupiansk

 Centre du Donbass:
- Horlivka
- Popasna
- Svitlodarsk
- Bakhmout
  - Soledar
- Siversk
- Tchassiv Iar
- Toretsk

Sud du Donbass :
- Volnovakha
- Marioupol
  - Bombardements : de l'hôpital
  - du théâtre
  - de l'école d'art
- Pisky
- Vouhledar
  - Pavlivka
- Marïnka
- Contre-offensive de 2023
- Avdiïvka
- Novomykhaïlivka
- Pokrovsk
  - Krasnohorivka
  - Toretsk
- Bombardements :
- Makiïvka
- Donetsk

Campagne du Sud (Mykolaïv, Kherson, Zaporijjia)
- 1re Kherson
- Odessa
- Melitopol
- Mykolaïv
  - Bombardements : à fragmentation
  - du bâtiment administratif
- 1re Berdiansk
- Zaporijjia
- Tchornobaïvka
- Enerhodar
- Voznessensk
- Houliaïpole
- Davydiv Brid
- 2e Berdiansk
- Nova Kakhovka
- 2e Kherson
  - Doudtchany
- Dniepr
- Tchoulakivka
- Contre-offensive de 2023
  - Robotyne

Frappes aériennes dans l'Ouest et le Centre de l'Ukraine
- Lviv (02/2022)
- Vinnytsia (03/2022)
- Yavoriv (03/2022)
- Deliatyne (03/2022)
- Dnipro

Guerre navale
- Île des Serpents (02/2022)
- Moskva (04/2022)

Attaques en Crimée
- Novofedorivka (08/2022)
- Djankoï (08/2022)
- Pont de Crimée (10/2022)
- Base navale de Sébastopol (10/2022)
- Pont de Crimée (07/2023)
- Base navale de Sébastopol (09/2023)

Débordement
- Aéroport de Millerovo
- Sabotages en Russie
- Attaques en Transnistrie
- Sabotage des gazoducs Nord Stream
- Terrain d'entraînement militaire de Soloti
- Explosions en Pologne
- Bases aériennes de Dyagilevo et Engels-2
- Base aérienne de Minsk-Matchoulichtchi
- Crise russo-moldave de 2023
  - Accusations de tentative de coup d'État en Moldavie
- Incident de drone de 2023 en mer Noire
- Rébellion du groupe Wagner

Massacres
- Tchernihiv
- Boutcha
- Borodianka
- Olenivka
- Izioum

La bataille de Balaklia est la première bataille de la contre-offensive ukrainienne de Kharkiv qui commence le 6 septembre 2022. La bataille s'achève sur une victoire ukrainienne, les forces ukrainiennes reprenant le contrôle total de la ville.

## Contexte

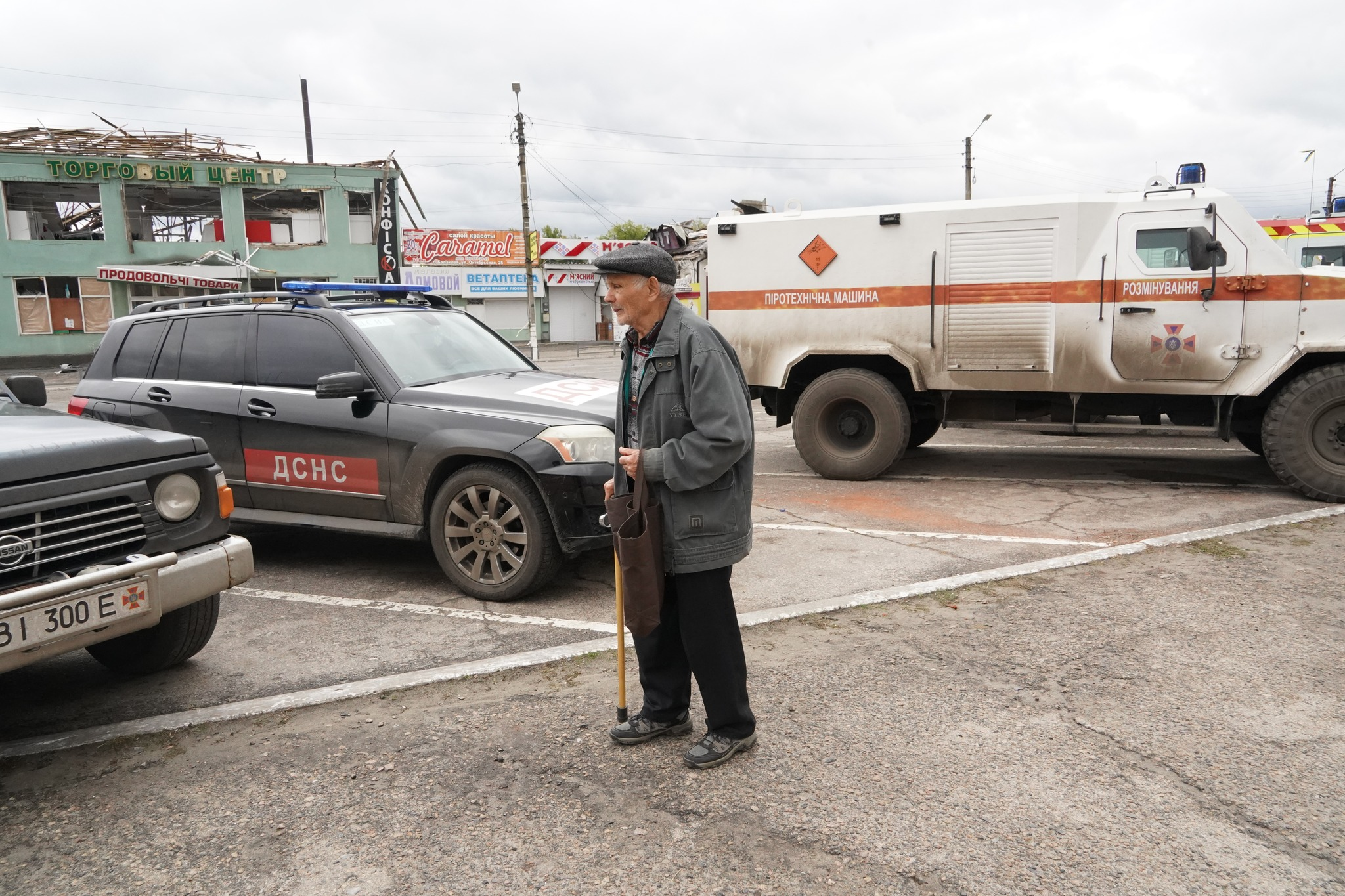
Vieil homme sortant dans Balaklia, après l'occupation russe, le 14 septembre 2022.

Au début de l'invasion de l'Ukraine par la Russie de 2022, les forces russes s'emparent d'une grande partie de l'est de l'oblast de Kharkiv, y compris les villes de Koupiansk, Chevtchenkove et Balaklia. Balaklia est prise le 3 mars 2022, après des combats limités. De mars à début mai, la plupart des combats dans l'oblast de Kharkiv sont concentrés dans les villes de Kharkiv et d'Izioum.
Début avril, les troupes russes prennent Izioum et les forces ukrainiennes défendent avec succès Kharkiv début mai,. Après cela, la ligne de front commence à se figer alors que la Russie et l'Ukraine concentrent leurs efforts, respectivement offensifs et défensifs, sur les villes de Sievierodonetsk, Lyssytchansk et plus largement sur la région du Donbass.
Tout au long des mois de juillet et d'août 2022, les médias ukrainiens et russes amplifient tous deux les rumeurs d'une contre-offensive ukrainienne dans l'oblast de Kherson, guerre de communiqués qui culmine finalement le 29 août 2022. La contre-offensive connaît des progrès lents, l'armée ukrainienne subissant de lourdes pertes et faisant face à une forte résistance russe. Cependant, le 6 septembre, les forces ukrainiennes lancent une contre-offensive surprise dans l'est de l'oblast de Kharkiv, les combats pour Balaklia commençant dès le premier jour.

## Bataille

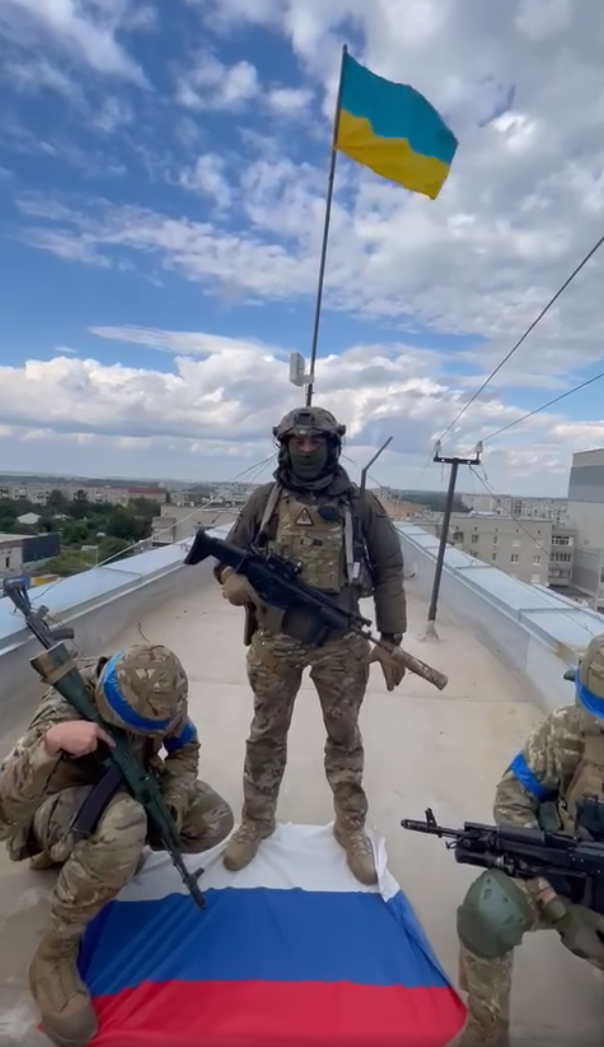
Drapeau ukrainien flottant à Balaklia, libérée le 8 septembre.

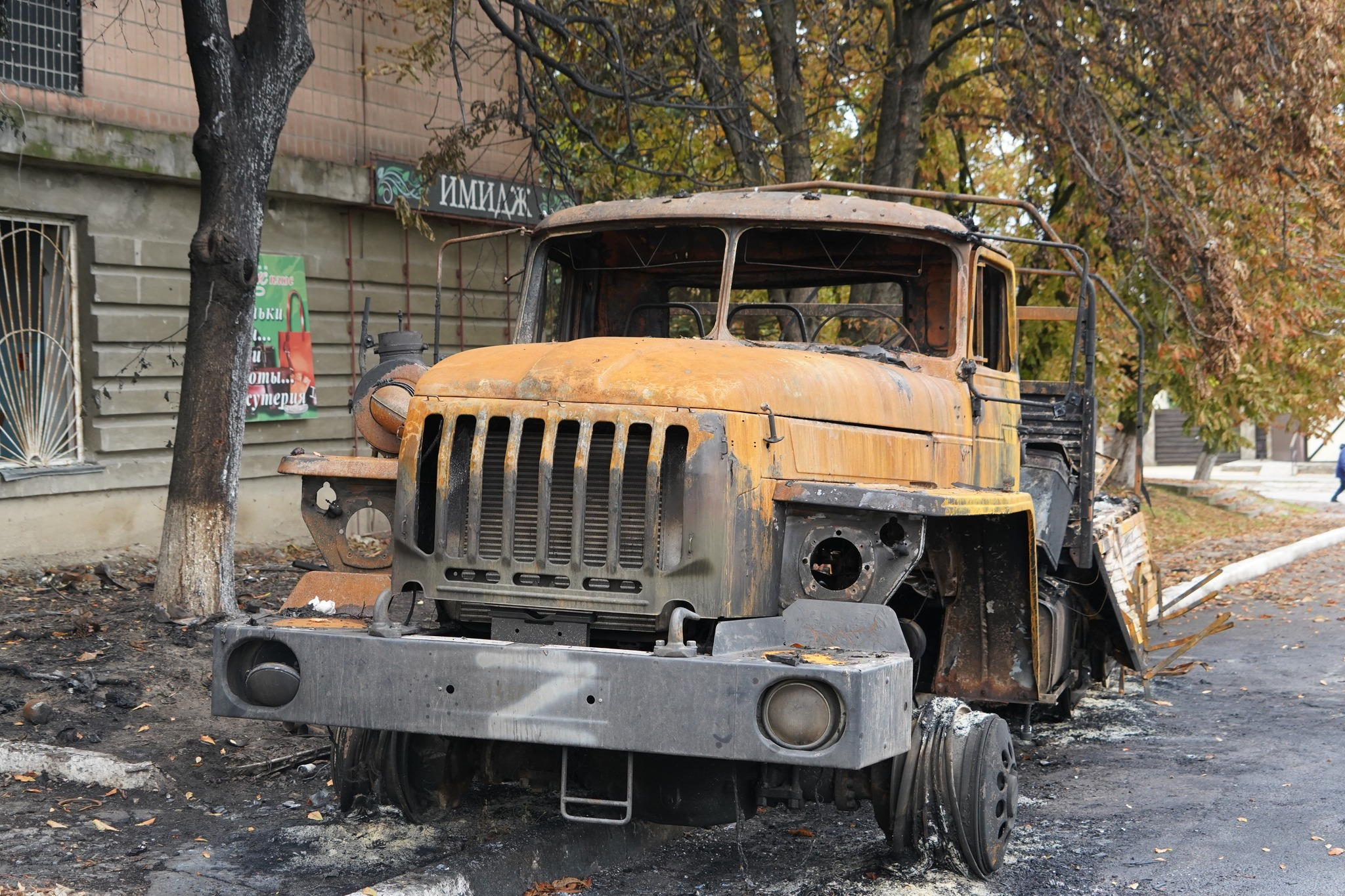
Camion marqué de la lettre Z, détruit à Balaklia, le 9 septembre 2022.

Le 6 septembre, les forces ukrainiennes lancent une offensive vers Balaklia, après avoir concentré de nombreuses forces près de la zone. Le premier jour, elles libèrent Verbivka, une banlieue au nord-ouest de Balaklia. L'armée russe stationnée à Balaklia fait sauter plusieurs ponts pour ralentir l'avancée ukrainienne de Verbivka, bien que les forces ukrainiennes aient plutôt choisi de contourner la ville pour l'assiéger. Certaines forces ukrainiennes restent près de Balaklia, combattant les soldats russes dans le centre de la ville tandis qu'un autre groupe se dirige vers le nord en direction de Volokhiv Yar.
Le 7 septembre, Balaklia est assiégée, des combats ayant lieu dans les parties orientale et centrale de la ville. Les combats prennent fin le 8 septembre, l'armée ukrainienne ayant libéré toute la ville de Balaklia.

## Conséquences
Dans les jours qui suivent la bataille, les forces ukrainiennes libèrent Koupiansk le 9 septembre, Izioum le 10 septembre et Velykyï Bourlouk et Vovtchansk le 12 septembre. La contre-offensive s'arrête après le 12 septembre, alors que des équipes de presse, la poste ukrainienne Ukrposhta et d'autres organisations sont autorisées à entrer dans l'est de l'oblast de Kharkiv.
Le 14 septembre, des policiers ukrainiens trouvent des preuves d'une chambre de torture qui détenait 40 civils dans le sous-sol du poste de police de Balaklia. Les habitants qui sont restés dans la ville affirment que, contrairement à d'autres zones sous occupation russe comme Boutcha et Irpin, les forces d'occupation russes ont généralement été beaucoup plus humaines dans leur traitement des civils.